# Rundgång (TV-program)
Rundgång var ett musikprogram som sändes på SVT2 år 2006 som inriktade sig på hårdrock. Programledare var Melker Becker och Mattias Lindeblad. Programmet sändes i tio halvtimmeslånga avsnitt där halva programtiden av vardera avsnitt ägnades åt ny hårdrock och andra åt äldre.
Rundgång sänds även som radioprogram på lördagar i P3, se Rundgång (radioprogram).